# Бринкены
Бринкены — баронский и дворянский род.

## Происхождение и история рода
Курляндский баронский род, происходящий из Вестфалии, где впервые упоминается в XII в. Альберт фон Бринкен (1375) фогт Вендена, выплатил 5000 марок Великому магистру в счёт долга за покупку Ливонским орденом земель датского короля Вольдемара в Эстляндии.
Лулоф фон ден Бринкен владел поместьем Нейхоф в 1588 г. и был внесен в I класс матрикула Курляндского дворянства 17 октября 1620 года под № 41.
Барон Юлий фон ден Бринкен (нем. Julius von den Brinken), состоя Форштмейстером на службе в Герцогстве Брауншвейгском, был вызван оттуда по распоряжению Наместника Царства Польского в 1818 году, как опытный и искусный лесовод, и назначен Главным Лесничим в Царстве. От него идёт ветвь польских Бринкенов.
Барон Александр фон ден Бринкен (1859—1917) — генерал от инфантерии, командующий XXII армейским корпусом (с 1912 г.), а его брат Леопольд (1858—1925) — генерал-лейтенант, командир 1-й бригады 1-й гв. п. д., начальник 28 пехотной дивизии.
Члены этого рода в высочайших приказах, патентах на чины и других официальных документах начиная с 1816 г., именованы баронами. Определениями Правительствующего Сената, от 24 января 1855 и 28 февраля 1862 гг. за курляндской дворянской фамилией фон ден Бринкен признан баронский титул. Род внесён в I класс матрикула Курляндского дворянства (1620.10.17).

## Описание герба
В голубом поле три белые розы, расположенные треугольником, коего вершина вниз. В навершии шлема два орлиных крыла, справа белое, а слева голубое; между ними белая роза. Герб Бринкен внесён в Часть 1 Гербовника дворянских родов Царства Польского, стр. 96